# پلاتونوف ۳۶۲۰
سیارک ۳۶۲۰ (به انگلیسی: 3620 Platonov، نامگذاری:1981RU2) سه هزار و ششصد و بیستمین سیارک کشف شده‌است که در ۷ سپتامبر ۱۹۸۱ کشف شد.
قدر مطلق سیارک برابر ۱۲٫۲۰ است.